# 현대 커미션
현대 커미션(영어: Hyundai Commission)은 2015년부터 매년 개최되는 현대자동차의 전시회다.

## 개요
2015년부터 2025년까지 11년간 영국 테이트 모던 미술관과 파트너십을 체결하여 개최되고 있다. 시대가 원하는 가치를 고민하고 작품을 통해 사람과 공유하는 기회를 제공하고 있으며, 매년 한 명의 작가를 선정하여 테이트 모던 터바인 홀에서 작품을 선보일 기회를 제공한다.

## 연혁

### 2015년
- 명칭 : 아브라함 크루즈비예가스 빈 터 展[1]
- 일정 : 2015년 10월 13일 ~ 2016년 4월 3일
- 주제 : 도시, 자연, 그리고 가능성, 변화, 희망에 대해 질문
- 전시 공간 : 런던 공원과 정원에서 옮겨온 23톤의 흙과 240여개의 나무 화분을 기하학적 구조로 배치 및 전시

### 2016년
- 명칭 : 필립 파레노 Anywhen 展
- 일정 : 2016년 10월 4일 ~ 2017년 4월 2일
- 전시 작품 : 영상, 음향, 조명을 사용해 시간과 공간의 의미를 독창적으로 재해석한 설치 미술 작품

### 2017년
- 명칭 : 수퍼플렉스 One Two Three Swing! 展
- 일정 : 2017년 10월 3일 ~ 2018년 4월 2일
- 전시 공간 : 런던 시내의 공공 장소와 전시장의 유기적 관계를 표현하고자 공간 전체를 무관심, 제작, 움직임의 3개 구간으로 구성

### 2018년
- 명칭 : 타니아 브루게라 展
- 일정 : 2018년 10월 2일 ~ 2019년 2월 24일

- 전시 내용 : 관객 참여형 설치작품을 통해 이주, 인구 이동 등 현대 사회가 직면한 주요 문제를 입체적인 관점으로 해석

### 2019년
- 명칭 : 카라 워커 Fons Americanus 展[2]
- 일정 : 2019년 10월 2일 ~ 2020년 4월 5일
- 전시 작품 : 빅토리아 기념비로부터 영감을 받아 구상한 높이 약 13미터에 달하는 대형 설치 작품. 재활용이 가능한 코르크, 목재 및 금속 소재 위에 무용매 아크릴, 시멘트 합성물 등으로 코팅하여 제작

### 2021년
- 명칭 : 아니카 이 In Love With The World 展[3]
- 일정 : 2021년 10월 12일 ~ 2022년 1월 16일
- 전시 공간 : 생태계에 대한 작가의 비전을 바탕으로 테이트 모던 터바인 홀을 기계들과 공존하는 변화된 공간으로 구성
- 전시 작품 : 반투명한 몸체에 각기 다른 색상의 상단 부분과 촉수로 구성된 제노젤리, 볼록한 모양에 노란색 짧은 털이 뒤덮인 플라눌라

### 2022년
- 명칭: 세실리아 비쿠냐 Brain Forest Quipu 展[4]
- 일정: 2022년 10월 11일~2023년 4월 16일
- 전시 내용: 산림 파괴와 기후변화에 따른 토착인 피해에 대한 일종의 애도를 표현

- 전시 작품: 테이트 모던의 터바인 홀 천장 양 끝에 설치한 길이 27m의 조형물과 오디오 및 디지털 작품으로 구성

### 2023년
- 명칭: 엘 아나추이 展[5]
- 일정: 2023년 10월 10일~2024년 4월 14일
- 전시 내용: 환경, 소비, 무역 등 현대사회의 주요 쟁점들을 탐구

- 전시 작품: 수천개의 버려진 병뚜껑을 구리선으로 연결해 길게 늘어뜨린 조각 작품

### 2024년
- 명칭: 현대 커미션: 이미래 展[6]
- 일정: 2024년 10월 8일~2025년 3월 16일
- 전시 내용: 보는 이의 감각을 자극하고 인간의 감정과 욕망이라는 주제 탐구

- 전시 작품: 기계 장치를 활용해 유기체나 생물처럼 작동하는 조각 작품

## 같이 보기
- 현대자동차
- 테이트 모던